# Culex biscaynensis
Culex biscaynensis är en tvåvingeart som beskrevs av Thomas J. Zavortink och O'meara 1999. Culex biscaynensis ingår i släktet Culex och familjen stickmyggor. Inga underarter finns listade i Catalogue of Life.